# Moustajon
Moustajon település Franciaországban, Haute-Garonne megyében. Lakosainak száma 127 fő (2022. január 1.). Moustajon Antignac, Bagnères-de-Luchon, Cazarilh-Laspènes, Juzet-de-Luchon, Saccourvielle és Salles-et-Pratviel községekkel határos.

## Népesség
A település népességének változása:
| Lakosok száma | 51   | 129  | 174  | 173  | 169  | 152  | 136  | 129  | 126  | 127  |
|               | 1968 | 1982 | 1990 | 2006 | 2013 | 2015 | 2017 | 2019 | 2020 | 2022 |